# Martin Jellinghaus
Martin Jellinghaus, né le 26 octobre 1944 à Lauf an der Pegnitz, est un ancien athlète allemand qui courait sur 400 m et faisait partie des meilleurs sur cette distance à la fin des années 1960 et au début des années 1970. 
Aux Jeux olympiques d'été de 1968, il remporte le bronze en relais 4 × 400 m pour l'Allemagne de l'Ouest avec Helmar Müller, Gerhard Hennige and Manfred Kinder.

## Palmarès

### Jeux olympiques
- Jeux olympiques de 1968 à Mexico ( Mexique)
  - 5e sur 400 m
  -  Médaille de bronze en relais 4 × 400 m
- Jeux olympiques de 1972 à Munich ( Allemagne de l'Ouest)
  - 7e sur 400 m

### Championnats d'Europe d'athlétisme
- Championnats d'Europe d'athlétisme de 1969 à Athènes ( Royaume de Grèce)
  -  Médaille de bronze en relais 4 × 400 m
- Championnats d'Europe d'athlétisme de 1971 à Helsinki ( Finlande)
  - éliminé en série sur 400 m
  -  Médaille d'or en relais 4 × 400 m

### Jeux européens d'athlétisme en salle
- Jeux européens d'athlétisme en salle de 1968 à Madrid ( Espagne)
  -  Médaille d'argent en relais (4 × 2 tours)